# جغرافيا غينيا بيساو

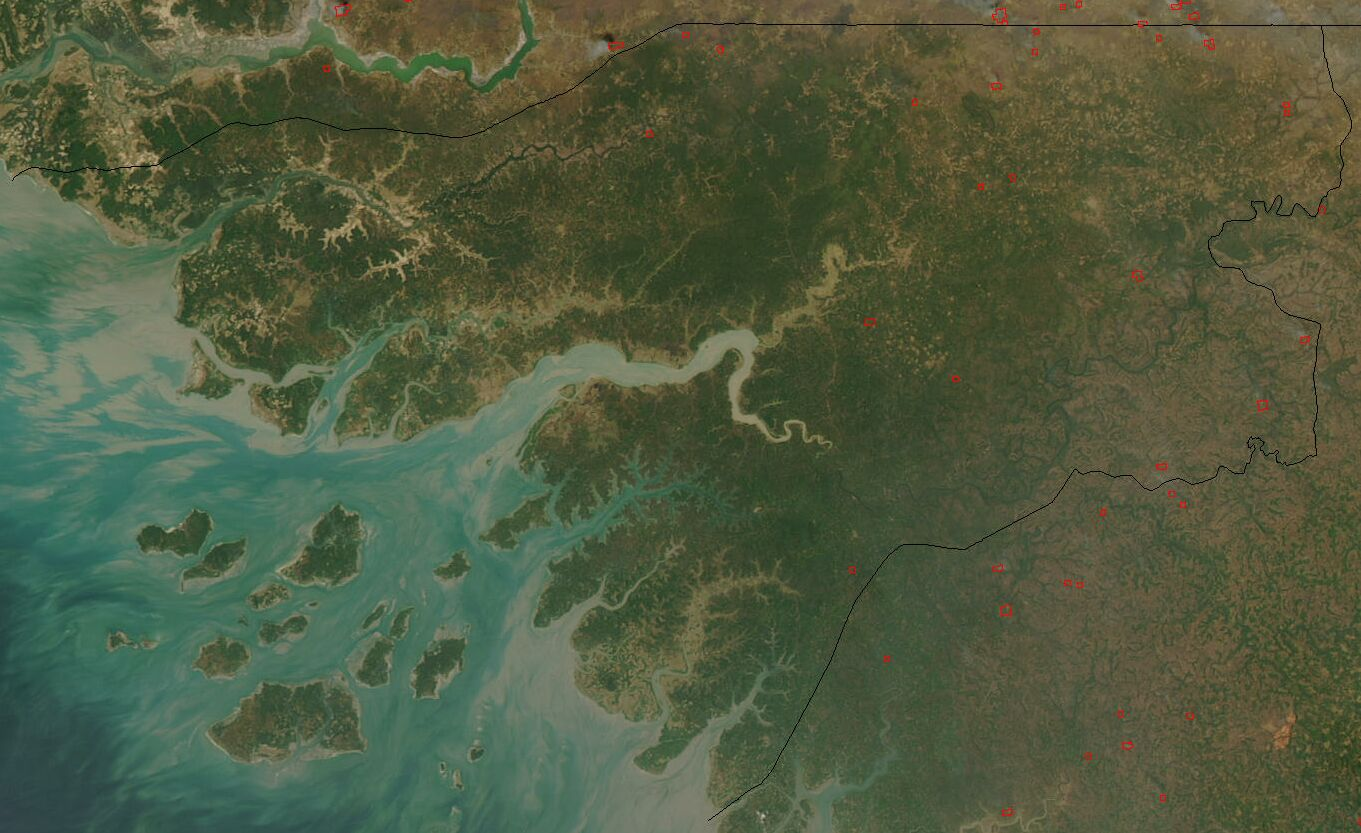
صورة فضائية لغينيا بيساو

تغطي المروج والمراعي حوالي نصف مساحة الأرض بينما تكسو الغابات والأحراش حوالي ثلثها. وتمتد غينيا بيساو حتى أرخبيل بيساغوس وهو عبارة عن مجموعة من الجزر الحافلة بالمعالم الطبيعية قبالة الساحل الغربي. وتخترق البلادَ العديدُ من الأنهار، وتتوغل مياه المحيط داخل عمق اليابسة. تمثل المساحات المزروعة جزءا صغيرا من الأرض حيث تغطي السافانا المناطق الداخلية وتغطي الغابات السواحل. المناخ مداري وهو ينقسم إلى فصلين فقط. وتهطل الأمطار الموسمية مصحوبة برياح جنوبية غربية ما بين شهري يونيو ونوفمبر.